# Bo Hollebosch
Bo Hollebosch (Sint-Niklaas, 25 november 2004) is een Belgisch acro-gymnaste. 

## Levensloop
In april 2019 behaalde ze samen met Yana Vastavel en Lise De Meyst brons op de wereldbekerwedstrijd acrobatische gymnastiek te Puurs. In april 2021 won ze samen met Lise De Meyst en Kim Bergmans de wereldbekerwedstrijd te Sofia en in juli van dat jaar behaalde het trio zilver op het wereldkampioenschap te Genève. Op het EK van dat jaar behaalden ze zilver op de allround en brons op de tempo-oefening.
In 2022 behaalde ze samen met Lise De Meyst en Kim Bergmans goud op de Wereldspelen in het Amerikaanse Birmingham.